# قصر ميلانو الملكي

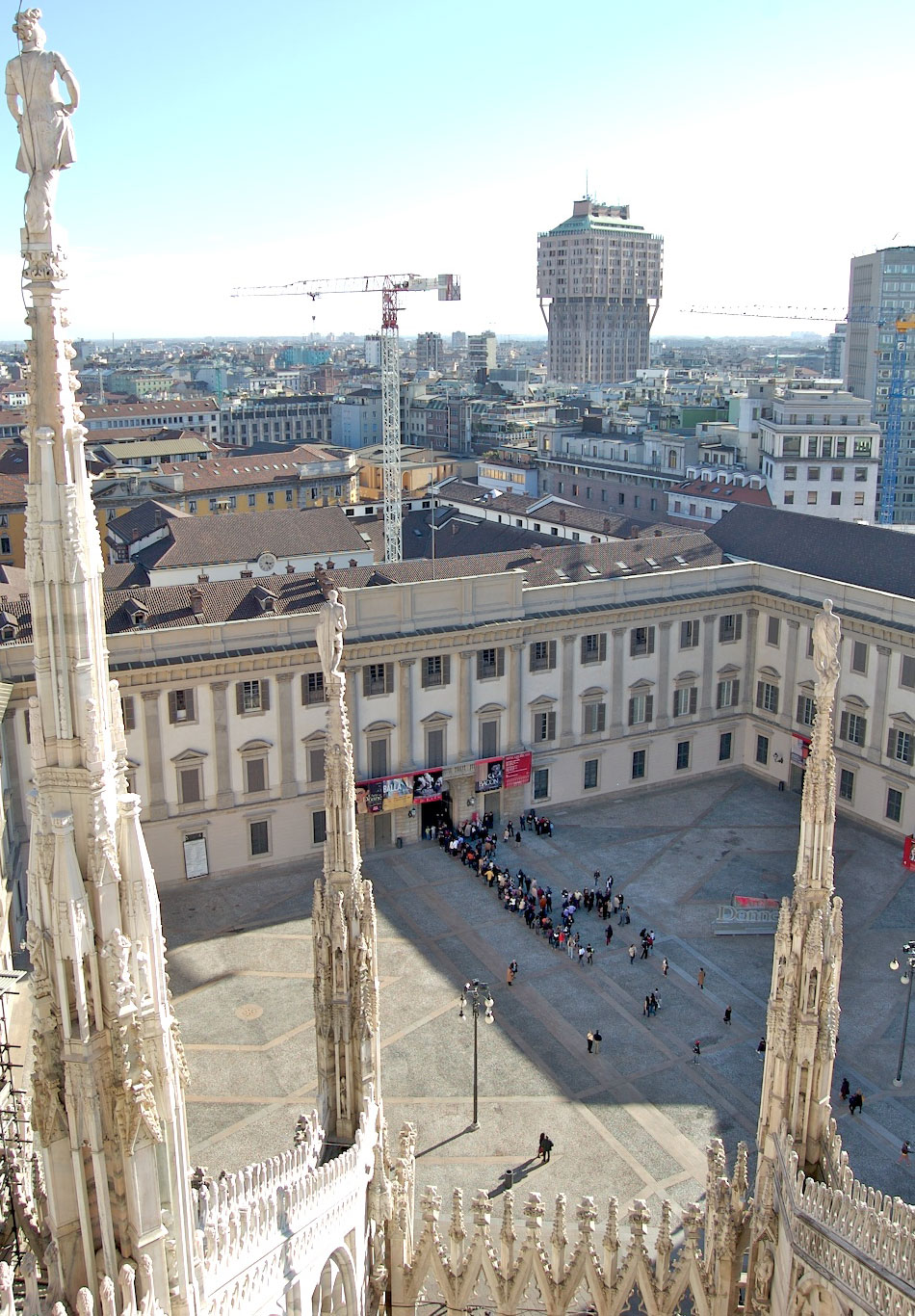
القصر الملكي وميدانه الداخلي ، كما يمكن رؤيته من سطح الدومو ، من خلال ألابراج الرخامية

قصر ميلانو الملكي؛ ( (بالإيطالية: Palazzo Reale di Milano)‏ ) كان مقر الحكومة الإيطالية في مدينة ميلانو لعدة قرون. أصبح هذا القصر بمثابة مركز ثقافي يحتضن المعارض الفنية الدولية. يعرض سنويا اكثر من ١٥٠٠ قطعة فنية، يمتد بمساحة ٧٠٠٠ متر مربع، يجلب المعرض على نحو مستمر الفنون الحديثة والمعاصرة، وكذلك الأطقم الشهيرة مع التعاون مع متاحف مرموقة والمؤسسات الثقافية من حول العالم.
التصميم الاولي كان يشمل فناءين ولكن أزيلت لاحقًا لتوفير مساحة لكومو. يقع Palazzo على يمين واجهة Duomo ، مقابل Galleria Vittorio Emanuele II . واجهة Palazzo تشكل استراحة في ميدان Piazza del Duomo والتي تستعمل كفناء، والذي يسمى بـ Piazzetta Reale (حرفياً ، "ساحة ملكية صغيرة").
يمكن العثور على قاعة Caryatids الشهيرة في الجناح الرئيسي من المبنى ، تضررت القاعة بشدة جراء الغارات الجوية التي شنت في وقت الحرب العالمية الثانية . ظل قصر Palazzo مهجورًا لما يزيد عن عامين بعد الحرب، وتدهورت حالته أكثر. في هذه الحقبة فقدت العديد من المخططات الداخلية الكلاسيكية الجديدة في Palazzo.

## التاريخ

### الأصول
1. ↑  مُعرِّف مشروع في موقع "أرش إنفورم" (archINFORM): 7605. مذكور في: أرش إنفورم. الوصول: 1 أكتوبر 2018. لغة العمل أو لغة الاسم: الألمانية.
2. 1 2 3 4  مذكور في: SIRBeC. لغة العمل أو لغة الاسم: الإيطالية.
3. 1 2 3 4 5  مذكور في: catalogo.beniculturali.it.
4. ↑  مذكور في: أرش إنفورم. الوصول: 30 يوليو 2018. لغة العمل أو لغة الاسم: الألمانية.